# Famille dalle Carceri
La famille dalle Carceri ( grec moderne : Ντάλε Κάρτσερι    ) est une famille noble de Vérone et de Negroponte franque (Eubée moderne) du XIIe au XIVe siècle.

## Histoire

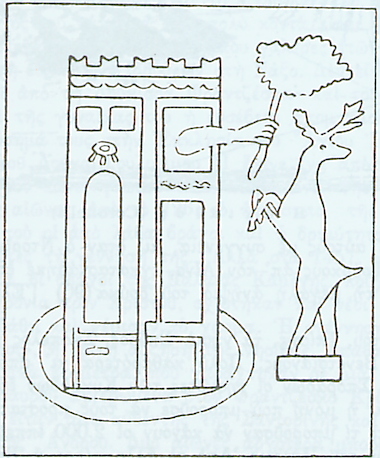
Blason de la famille

Les dalle Carceri sont arrivés en Grèce avec la quatrième croisade (1202). Après avoir été reconnus coupables du meurtre de Mastino della Scala à Vérone en 1277, ils ont été bannis de la ville.

## Personnalités
- Giberto dalle Carceri, tiercier de Négrepont 1205-1209
- Ravano dalle Carceri (-1216), tiercier 1209-1216
- Isabella dalle Carceri, veuve de Ravano, tiercière 1216-1220
- Rizzardo dalle Carceri (ou Ricardo), fils de Ravano, tiercier 1216-1220
- Merino I dalle Carceri (ou Marino), fils de Ravano
- Bertha dalle Carceri, fille de Ravano
- Guglielmo I dalle Carceri, tiercier 1255-1263
- Carintana dalle Carceri, tiercière
- Narzotto dalle Carceri, tiercier
- Grapella dalle Carceri, tiercier 1262-1264
- Guglielmo II dalle Carceri, tiercier 1263-1275
- Marino II dalle Carceri, tiercier 1264-1278
- Giberto II dalle Carceri, tiercier 1275-1279
- Alice dalle Carceri (Alix) (-1313), épouse de George I Ghisi, petite-fille de Ravano
- Maria dalle Carceri (-1323), co-tiercière marquise de Bodonitsa
- Pietro dalle Carceri (Pietro) (-1340), tiercier et baron d'Arcadie
- Giovanni dalle Carceri (-1358), fils de Pietro, tiercier 1340-1359
- Nicolas III dalle Carceri (Niccolò) (-1383), duc de l'archipel et tiercier 1359-1383

## Pour approfondir